# Yuanansaurus yingzishanensis
Lo yuanansauro (Yuanansaurus yingzishanensis) è un rettile acquatico estinto, forse appartenente agli hupehsuchi. Visse nel Triassico inferiore (circa 250 - 248 milioni di anni fa) e i suoi resti fossili sono stati ritrovati in Cina.

## Descrizione
Questo animale è noto grazie a uno scheletro pressoché completo e molto ben conservato, lungo poco più di 90 centimetri. L'aspetto era molto simile a quello di un altro rettile acquatico rinvenuto nel Triassico inferiore della Cina, Hupehsuchus. Tuttavia, Yuanansaurus presentava una caratteristica insolita per un rettile acquatico così antico: la presenza di due pinne dorsali. La prima era a forma di vela, mentre la seconda possedeva margini più smussati e arrotondati. Il corpo di Yuanansaurus era fusiforme, mentre il cranio allungato era dotato di un becco sottile e di grandi occhi. Le vertebre presacrali erano sormontate da scudi dermici (da uno a tre per ogni vertebra), posti sopra le alte e larghe spine neurali. Le zampe erano trasformate in strutture simili a pinne; quelle anteriori erano più grandi di quelle posteriori e molto più robuste. 

## Classificazione
Descritto per la prima volta nel 2003 sulla base di uno scheletro completo, Yuanansaurus è stato paragonato dall'autore della prima descrizione agli hupehsuchi, un gruppo di misteriosi rettili acquatici del Triassico cinese. Lo studioso, tuttavia, ha ritenuto che le differenze tra Yuanansaurus e Hupehsuchus fossero sufficienti a permettere di classificare Yuanansaurus addirittura in un ordine a sé stante. In ogni caso, Yuanansaurus è stato considerato un tassello fondamentale per comprendere l'evoluzione dei rettili acquatici.